# Lučnjak
Lučnjak je nenaseljeni hrvatski jadranski otočić. Pripada Korčulanskom otočjuu Pelješkom kanalu, a nalazi se oko 0,7 km sjeveroistočno od otočića Badije i oko 1,7 km jugozapadno od Orebića na polotoku Pelješcu.
Njegova površina iznosi 0,012 km². Dužina obalne crte iznosi 0,41 km.